# Norma Alvares
Norma Alvares es una trabajadora social india, activista ambiental, abogada y miembro fundadora de la Fundación Goa, un grupo de acción ambiental.

## Biografía
Exalumna de St. Xavier's College, Mumbai, se graduó en derecho y se dedicó al activismo ambiental.  
Bajo los auspicios de la Fundación Goa, inició un litigio de interés público (PIL), en 1987, para salvar las dunas de arena de Goa, el primer PIL presentado en el estado. Ha participado en más de 100 PIL y se ha desempeñado como amicus curiae.
Destacan sus esfuerzos para obtener una orden judicial favorable para bloquear una fábrica de DuPont que restringió las actividades mineras en Goa.
Es la presidenta de People for Animals, un grupo de apoyo a los animales  y es la fundadora de varias iniciativas medioambientales Other India Book Store y Other India Press.
Alvares está casada con Claude Alvares, un conocido activista ambiental y la pareja vive en Parra, Goa, con sus tres hijos, Rahul, Samir y Milind.

## Premios y reconocimientos
- En 2001 el Gobierno de Goa honró a Alvares con el Yashadamini Puraskar.[5]
- En 2002, cuarto premio civil indio más alto de Premio Padma Shri. del Gobierno de la India.[6]